# Ceromacra cebrensis
Ceromacra cebrensis är en fjärilsart som beskrevs av William Schaus 1914. Ceromacra cebrensis ingår i släktet Ceromacra och familjen nattflyn. Inga underarter finns listade i Catalogue of Life.